# 上野玲
上野 玲（うえの れい、男性、1962年 - ）は、日本の元ライター。

## 来歴
東京生まれ。早稲田大学文学部卒業。『別冊宝島』などで執筆。自らの体験からうつ病に関する本が多い。
幾度かの断筆宣言ののち、現在ではほとんど執筆は行っておらず、フォトジャーナリストとして、ReiあるいはReyなどの名義で海外の写真やポートレイトをFacebookに発表している。

## 著書
- 『アカルイうつうつ生活』しょういん 2004。ISBN 4901460196　のち光文社・知恵の森文庫
- 『ナポリタン』小学館文庫 2006。ISBN 978-4094187021
- 『都合のいい「うつ」』祥伝社新書 2010。ISBN 978-4396112127
- 『視線がこわい』集英社新書 2012。